# Castillo Hirado
El Castillo Hirado (平戸城  Hirado-jō?) era la sede del clan Matsuura, daimyos del dominio de Hirado de la provincia de Hizen, en Kyūshū, Japón. Al día de hoy se localiza en la ciudad de Hirado, en la prefectura de Nagasaki. El castillo fue también conocido como Castillo Kameoka (亀岡城 Kameoka-jō?).

## Descripción
El castillo fue construido en la cima de una pequeña península montañosa de forma circular que está orientada hacia la bahía de Hirado, rodeada por tres lados por agua.

## Historia
Después de la exitosa conquista de Kyūshū por parte de Toyotomi Hideyoshi, a Matsuura Shigenobu le fue conferido el dominio de Hirado y la isla Iki como su feudo. En 1599 Shigenobu erigió el castillo llamado Hinotake-jō en el sitio en que hoy se encuentra el Castillo Hirado pero en 1613 lo incendió para mostrar su lealtad hacia el shōgun Tokugawa Ieyasu pues había peleado en el bando de Ishida Mitsunari durante la Batalla de Sekigahara. En recompensa le fue concedido conservar su feudo y seguir fungiendo como daimyō bajo las órdenes del shogunato Tokugawa.
El Castillo Hirado fue construido en 1704 por órdenes del daimyō gobernante, Matsuura Takashi, con la asistencia del shogunato, ya que se edificó con la premisa de que sirviera como un puesto de defensa japonés en la región del Mar de China Oriental una vez que se implementó una política de seclusión nacional en contra de comerciantes y misioneros extranjeros. La construcción finalizó en 1718 y el castillo permaneció bajo el dominio del clan Matsuura hasta la Restauración Meiji en 1686.
En 1871 con la abolición del sistema han, todas las estructuras del castillo fueron desmanteladas con la excepción de la puerta norte, una yagura (o torre) y el foso. El terreno fue convertido en un parque, el Kameoka, y se erigió un templo shinto dedicado a los espíritus de las generaciones gobernantes del clan Matsuura. La residencia del último daimyō, Matsuura Akira, fue convertida en un museo de la historia local.
En 1962 cuatro yagura, las murallas y el edificio principal (donjon) fueron reconstruidas. La actual torre principal consiste en una estructura de cinco pisos de alto construida a base de concreto y fierro, además de que alberga un museo con algunos artefactos pertenecientes al clan. Entre ellos destaca una tachi, una espada japonesa de 93 centímetros de largo cuya fabricación data del período Asuka. Leyendas relativas a dicha espada aseguran que fue portada durante la invasión de la Emperatriz Jingū a Corea.